# Večićko polje
Večićko polje je plodna zaravan na riječnim nanosima Vrbanje  i  Cvrcke, u Bosni i Hercegovini, opština Kotor-Varoš.
Večićko polje je omeđeno Vrbanjom, Cvrckom i obližnjim brdsko-planinskim uzvišenjima. Najveća dužina mu je oko 3 km, a širina oko 2 km. Na obodima polja su naseljena mjesta Večići, Hanifići, Draguljići i Marjanovići. Nalaze se ispod  uzvisina Brižine (373 m n/v, u vijencu Klinića brda, 650 m) i Bajrića brda (460 m) na padini Doca. Uzvodno od ušća Cvrcke, u Vrbanju se ulijeva i Jelički potok, uz čije ušće se Večićko polje završava u zaravni Vrhpoljâ. Nadmorska visina središta polja je 312 m..
Posebna turistička atrakcija regije bili su redovni zabavni, privredni i religijski Aliđunski (Ilindanski, Sveti Ilija) vašari na Većićkom polju, svakog 2. augusta. Vjerovatno je to bilo tradicionalno zborište starobosanskih obreda, a potom i dovište u znak sjećanja na davnu bitku i njene šehide.  Od strane Komisije za očuvanje nacionalnih spomenika Bosne i Hercegovine 2003. godine podnesen je zahtjev da se nekropoli stećaka Trzan i turbetima u Večićima dodijeli status nacionalnog spomenika kulture u BiH .U poratnom periodu pažnju u ljetnom periodu privlače Vilen(j)ske vode i kanjon Cvrcke.